# 北海道道4号旭川芦別線
北海道道4号旭川芦別線（ほっかいどうどう4ごう あさひかわあしべつせん）は、北海道旭川市と芦別市を結ぶ道道（主要地方道）である。

## 路線データ
- 起点：北海道旭川市4条通8丁目（国道39号上・北海道道20号旭川停車場線交点）
- 終点：北海道芦別市北7条西4丁目（国道38号交点）
- 総延長：23.962 km[1]
- 実延長：23.920 km[1]
- 重用延長：0.042 km[1]

## 歴史
- 1954年（昭和29年）3月30日 - 北海道道7号として路線認定[2]。
- 1993年（平成5年）5月11日 - 建設省から、道道旭川芦別線が旭川芦別線として主要地方道に指定される[3]。
- 1994年（平成6年）10月1日 - 路線番号を4号に変更[4]。

## 路線状況

### 重複区間
- 国道39号：旭川市四条通8丁目 - 旭川市四条通7丁目
- 国道12号：旭川市四条通7丁目 - 旭川市神居町神居古潭

## 地理

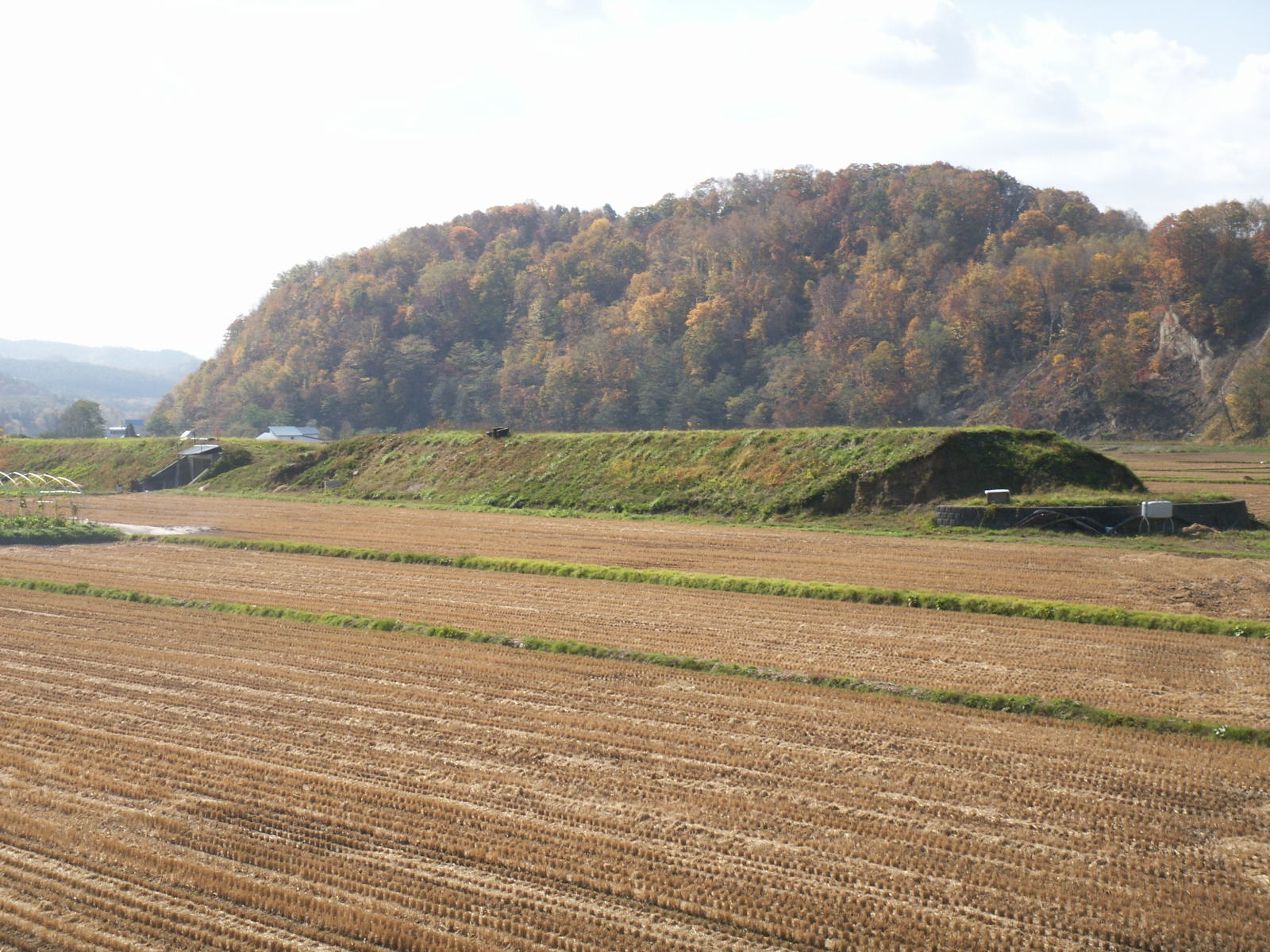
道道とほぼ並行して放置されている芦別線の築堤（新城付近）

ほぼ全線に渡って国鉄芦別線（未成線）と並行している。

### 通過する自治体
- 上川総合振興局
  - 旭川市
- 空知総合振興局
  - 深川市
  - 芦別市

### 交差する道路
旭川市
- 国道39号上 - 4条通8丁目（起点）

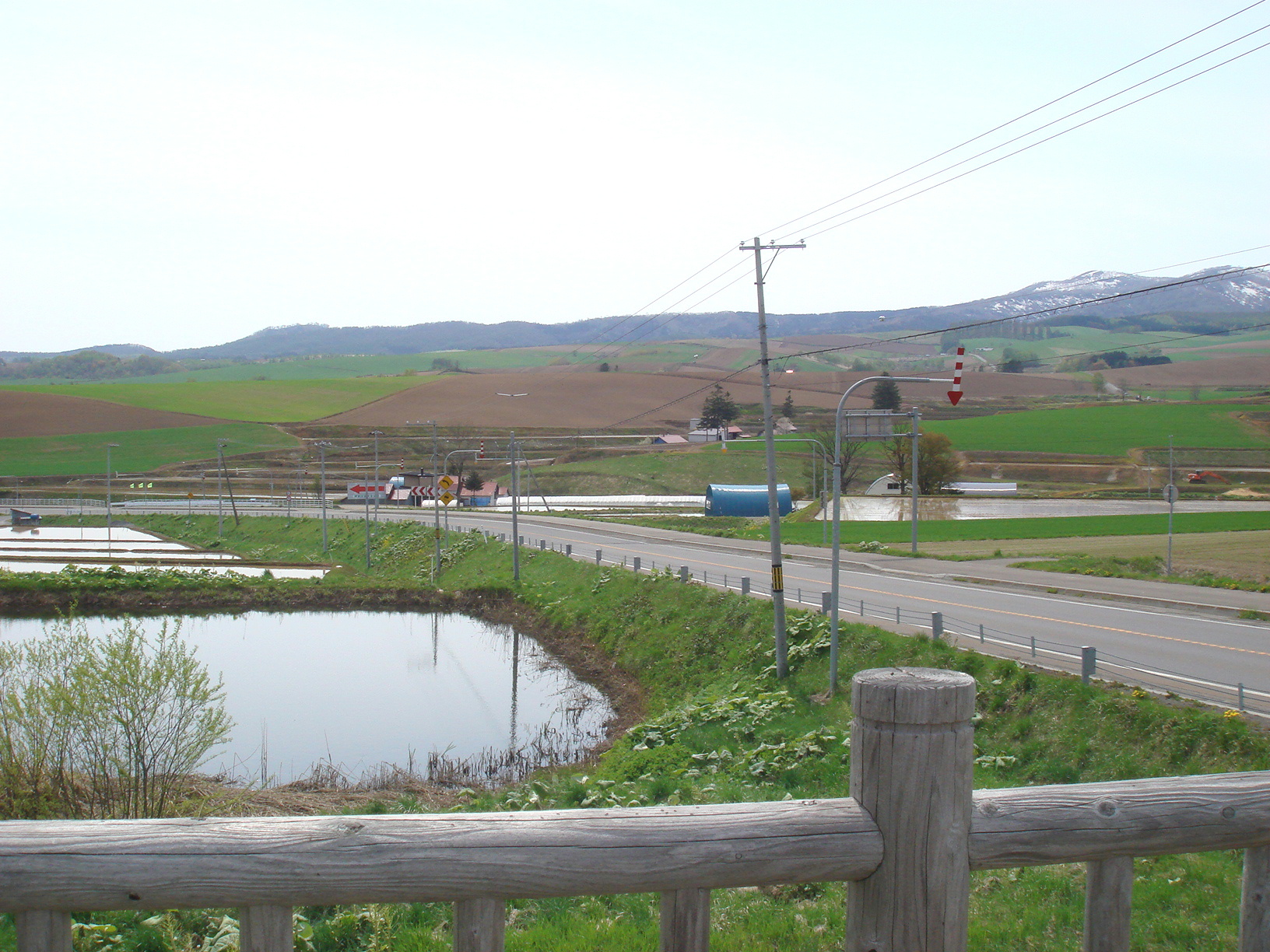
新城峠（芦別市、深川市の境界）にて（2009年5月撮影）

- 北海道道20号旭川停車場線 - 4条通8丁目（起点）
- 国道12号 - 4条通6丁目
- 国道39号 - 4条通6丁目
- 国道40号 - 4条通6丁目
- 国道237号 - 4条通2丁目
- 北海道道90号旭川環状線 - 神居2条1丁目
- 北海道道937号上雨紛台場線 - 神居町台場
- 北海道道57号旭川深川線 - 神居町神居古潭
- 国道12号 - 神居町神居古潭
- 北海道道79号深川豊里線 - 神居町豊里

芦別市
- 北海道道224号芦別赤平線 - 常盤町
- 国道38号 - 北7条西4丁目（終点）

### 沿線にある施設など
※国道39号・国道12号との重複区間は省略
旭川市
- カムイスキーリンクススキー場 - 神居町西丘